# Omloop der Kempen
L'Omloop der Kempen (it.: Circuito di Kempen) è una corsa in linea di ciclismo su strada che si disputa ogni maggio a Veldhoven, nei Paesi Bassi, a livello sia maschile che femminile.
La prova maschile, organizzata per la prima volta nel 1948 e riservata storicamente ai dilettanti, è stata inserita dal 2005 al 2014 nel calendario dell'UCI Europe Tour come prova di classe 1.2; dal 2015 è invece inserita nel calendario nazionale. Nel suo albo d'oro rientrano i nomi di ciclisti affermatisi nel professionismo come Jo de Roo, Arie den Hartog, Ad Wijnands e Jean-Paul van Poppel. La prova femminile si corre invece dal 1997.

## Albo d'oro

### Gara maschile
Aggiornato all'edizione 2025.
| Anno | Vincitore                             | Secondo               | Terzo                     |
| ---- | ------------------------------------- | --------------------- | ------------------------- |
| 1948 | Arie Geluk                            | Co Geerts             | Wil van der Stappen       |
| 1949 | Hans Dekkers                          | Rien van der Veecken  | Giel Hendrix              |
| 1950 | non disputato                         | non disputato         | non disputato             |
| 1951 | Wim Snijders                          | Jules Maenen          | Jo Hendriks               |
| 1952 | Tini Cuyten                           | Gerrit van der Sluijs | Tiny Wolfs                |
| 1953 | Piet van de Brekel                    | Tiny Wolfs            | Arend Van 't Hof          |
| 1954 | Daan de Groot                         | Jaap Kersten          | Henk van de Broek         |
| 1955 | Adrie van Steenselen                  | Michel Stolker        | Piet van Est              |
| 1956 | Geurt Pos                             | Jan van Vliet         | Arie van Wetten           |
| 1957 | Jo de Roo                             | Harry Ehlen           | Ab van Egmond             |
| 1958 | René Lotz                             | Antoon van der Steen  | Coen Niesten              |
| 1959 | Bas Maliepaard                        | Antoon van der Steen  | Dick Enthoven             |
| 1960 | Cees Lute                             | René Lotz             | Nico Walravens            |
| 1961 | Jan Schröder                          | Henk Nijdam           | Ad Biemans                |
| 1962 | Cees Lute                             | Cor Schuuring         | Gerben Karstens           |
| 1963 | Arie den Hartog                       | Bart Zoet             | Gerben Karstens           |
| 1964 | André van Middelkoop                  | Henk Cornelisse       | Harry Steevens            |
| 1965 | Harry Steevens                        | Hans Hesen            | Piet Tesselaar            |
| 1966 | Wim Dubois                            | Gerard Koel           | Harry Schoofs             |
| 1967 | Leo Duyndam                           | Rini Wagtmans         | Cees Rentmeester          |
| 1968 | Jan Krekels                           | Mathieu Gerrits       | Joop Zoetemelk            |
| 1969 | Jan Aling                             | Harrie Jansen         | Fedor den Hertog          |
| 1970 | Fedor den Hertog                      | Peter van den Donk    | Jan Aldershof             |
| 1971 | Arie Hassink                          | Karel Delnoy          | Jan Adriaans              |
| 1972 | Jan Spetgens                          | Hennie Kuiper         | Bert Broere               |
| 1973 | Jan Aling                             | Fons van Katwijk      | Frits Schur               |
| 1974 | Piet van der Kruijs                   | Henk Mutsaars         | Gerard Tabak              |
| 1975 | Hans Koot                             | Lou Verwey            | Tonny Huyzen              |
| 1976 | Arie Hassink                          | Cor Tuit              | Anton van der Steen       |
| 1977 | Léo van Vliet                         | Piet van der Kruijs   | Arie Hassink              |
| 1978 | Pim Bosch                             | Hans Plugers          | Tony Gruijters            |
| 1979 | Jacques van Meer                      | Peter Damen           | Wies van Dongen           |
| 1980 | Ad Wijnands                           | Jacques Hanegraaf     | Henk Mutsaars             |
| 1981 | Frank Moons                           | Hans Koot             | Peter Hofland             |
| 1982 | Henk Bouwman                          | Jean-Paul van Poppel  | Frank Moons               |
| 1983 | Peter Hofland                         | Karel van Goethem     | Wim Meijer                |
| 1984 | Jean-Paul van Poppel                  | Chris Koppert         | Dries Klein               |
| 1985 | John Bogers                           | Michel Cornelisse     | Jan van Dalen             |
| 1986 | John van den Akker                    | Frank Pirard          | Daan Luykx                |
| 1987 | Théo Akkermans                        | John van den Akker    | Jan Burgmans              |
| 1988 | Eric Venema                           | Patrick Rasch         | Eric Knuvers              |
| 1989 | Anthony Theus                         | Patrick Rasch         | Erik Cent                 |
| 1990 | Patrick Strouken                      | Rob Mulders           | Bart Voskamp              |
| 1991 | Rob Mulders                           | Rik Rutgers           | Johan Melsen              |
| 1992 | John den Braber                       | Marcel van der Vliet  | Erik Dekker               |
| 1993 | Harm Jansen                           | Raymond Thebes        | Gerard Kemper             |
| 1994 | Anthony Theus                         | Rob Compask           | Carl Roes                 |
| 1995 | Anthony Theus                         | Steven de Jongh       | John den Braber           |
| 1996 | Bennie Gosink                         | Erik De Crom          | Anthony Theus             |
| 1997 | Rudi Kemna                            | Wilco Zuyderwijk      | Johan Bruinsma            |
| 1998 | Christian Wegmann                     | Mathew Hayman         | Martin van Steen          |
| 1999 | Wim Omloop                            | Ralph Schweda         | Mathew Hayman             |
| 2000 | Anthony Theus                         | Peep Mikli            | Mark Vlijm                |
| 2001 | Eric De Clercq                        | Angelo van Melis      | Peep Mikli                |
| 2002 | Mark Vlijm                            | Rik Reinerink         | Bjorn Cornelissen         |
| 2003 | Alain van Katwijk                     | Paul Van Schalen      | Julien Smink              |
| 2004 | Marvin van der Pluijm                 | Wouter Van Mechelen   | Joost van Leijen          |
| 2005 | Niki Terpstra                         | Sebastian Langeveld   | Laurens ten Dam           |
| 2006 | Evgenij Popov                         | Alain van Katwijk     | Michael Berling           |
| 2007 | Lars Boom                             | Bobbie Traksel        | Janek Tombak              |
| 2008 | Job Vissers                           | Bram Schmitz          | Michael Van Staeyen       |
| 2009 | Theo Bos                              | Ger Soepenberg        | Stefan van Dijk           |
| 2010 | Stefan van Dijk                       | Coen Vermeltfoort     | Nicky Cocquyt             |
| 2011 | Jos Pronk                             | Jetse Bol             | Wesley Kreder             |
| 2012 | Niko Eeckhout                         | Gediminas Bagdonas    | Yoeri Havik               |
| 2013 | Eugenio Alafaci                       | Steven Lammertink     | Rens te Stroet            |
| 2014 | Luke Davison                          | Sjors Roosen          | Mike Teunissen            |
| 2015 | Jochem Hoekstra                       | Yoeri Havik           | Koos Jeroen Kers          |
| 2016 | Oscar Riesebeek                       | Jasper De Laat        | Dion Beukeboom            |
| 2017 | Tim Kerkhof                           | Dylan Bouwmans        | Robbert de Greef          |
| 2018 | Daan van Sintmaartensdijk             | Tim Kerkhof           | Chiel Breukelman          |
| 2019 | René Hooghiemster                     | Bas van der Kooij     | Wim Stroetinga            |
| 2020 | annullato per la pandemia di COVID-19 |                       |                           |
| 2021 | Roy Eefting                           | Coen Vermeltfoort     | Jules Hesters             |
| 2022 | Roel van Sintmaartensdijk             | Arne Peters           | Daan van Sintmaartensdijk |
| 2023 | Coen Vermeltfoort                     | Jesper Rasch          | Brody McDonald            |
| 2024 | Martijn Rasenberg                     | Brent Clé             | Hidde van Veenendaal      |
| 2025 | Arne Santy                            | Roy Hoogendoorn       | Blake Agnoletto           |

### Gara femminile
Aggiornato all'edizione 2023.
| Anno | Vincitrice                            | Seconda                       | Terza                   |
| ---- | ------------------------------------- | ----------------------------- | ----------------------- |
| 1997 | Inge Velthuis                         | Leontien van Moorsel          | Nicole Vermast          |
| 1998 | Leontien van Moorsel                  | Martine Bras                  | Angela van Smoorenburg  |
| 1999 | Leontien van Moorsel                  | Edith Klep-Moerenhout         | Debby Mansveld          |
| 2000 | Leontien van Moorsel                  | Sissy van Alebeek             | Edith Klep-Moerenhout   |
| 2001 | Kirsty Nicole Robb                    | Tanja Hennes-Schmidt          | Sharon van Essen        |
| 2002 | Josephine Groeneveld                  | Andrea Bosman                 | Sandra Oosterbosch      |
| 2003 | Bertine Spijkerman                    | Debby Mansveld                | Sissy van Alebeek       |
| 2004 | Leontien van Moorsel                  | Ghita Beltman                 | Suzanne de Goede        |
| 2005 | Kristy Miggels                        | Adrie Visser                  | Francis Linthorst       |
| 2006 | Linda Villumsen                       | Sandra Missbach               | Kirsten Wild            |
| 2007 | Suzanne de Goede                      | Claudia Witteveen             | Sissy van Alebeek       |
| 2008 | Iris Slappendel                       | Marianne Vos                  | Ellen van Dijk          |
| 2009 | Chloe Hosking                         | Danielle Lissenberg-Bekkering | Elise van Hage          |
| 2010 | Marianne Vos                          | Chantal Blaak                 | Suzanne de Goede        |
| 2011 | Marianne Vos                          | Suzanne de Goede              | Vera Koedooder          |
| 2012 | Suzanne de Goede                      | Nina Kessler                  | Sarah Düster            |
| 2013 | Annemiek van Vleuten                  | Amy Pieters                   | Thalita de Jong         |
| 2014 | Maaike Polspoel                       | Amy Pieters                   | Nina Kessler            |
| 2015 | Ashlynn van Baarle                    | Kyara Stijns                  | Monique van de Ree      |
| 2016 | Esther van Veen                       | Femke van Kessel              | Marjolein van 't Geloof |
| 2017 | Marjolein van 't Geloof               | Lorena Wiebes                 | Leonie Lubbinge         |
| 2018 | Winanda Spoor                         | Annet Pit                     | Monique van de Ree      |
| 2019 | Lorena Wiebes                         | Amber van der Hulst           | Monique van de Ree      |
| 2020 | annullato per la pandemia di COVID-19 |                               |                         |
| 2021 | Maike van der Duin                    | Marjolein van 't Geloof       | Lieke Nooijen           |
| 2022 | Rachele Barbieri                      | Sofie van Rooijen             | Nina Kessler            |
| 2023 | Charlotte Kool                        | Daria Pikulik                 | Maike van der Duin      |